# Campiglossa
Campiglossa är ett släkte av tvåvingar. Campiglossa ingår i familjen borrflugor.

## Dottertaxa tillCampiglossa, i alfabetisk ordning[1][2]
- Campiglossa absinthii
- Campiglossa achyrophori
- Campiglossa aeneostriata
- Campiglossa aesia
- Campiglossa agatha
- Campiglossa albiceps
- Campiglossa aliniana
- Campiglossa amurensis
- Campiglossa anchorata
- Campiglossa angustipennis
- Campiglossa anomalina
- Campiglossa aragonensis
- Campiglossa argentata
- Campiglossa argyrocephala
- Campiglossa astuta
- Campiglossa basalis
- Campiglossa basifasciata
- Campiglossa berlandi
- Campiglossa bigutta
- Campiglossa binotata
- Campiglossa biplagiata
- Campiglossa brunalata
- Campiglossa brunneimacula
- Campiglossa cain
- Campiglossa californica
- Campiglossa cassara
- Campiglossa cicerbitae
- Campiglossa clathrata
- Campiglossa coei
- Campiglossa coloradensis
- Campiglossa communis
- Campiglossa compta
- Campiglossa confinis
- Campiglossa conspersa
- Campiglossa contingens
- Campiglossa cribellata
- Campiglossa crockeri
- Campiglossa defasciata
- Campiglossa deserta
- Campiglossa despecta
- Campiglossa difficilis
- Campiglossa dirlbekorum
- Campiglossa distichera
- Campiglossa distincta
- Campiglossa dorema
- Campiglossa doronici
- Campiglossa dreisbachorum
- Campiglossa dupla
- Campiglossa duplex
- Campiglossa edwardsi
- Campiglossa eflorata
- Campiglossa enigma
- Campiglossa exigua
- Campiglossa extincta
- Campiglossa farinata
- Campiglossa femorata
- Campiglossa fenestrata
- Campiglossa festiva
- Campiglossa fibulata
- Campiglossa flavescens
- Campiglossa floccosa
- Campiglossa footei
- Campiglossa footeorum
- Campiglossa fouica
- Campiglossa freidbergi
- Campiglossa freyae
- Campiglossa frolica
- Campiglossa fuscata
- Campiglossa gansuica
- Campiglossa gemma
- Campiglossa genalis
- Campiglossa gilversa
- Campiglossa grandinata
- Campiglossa granulata
- Campiglossa guttata
- Campiglossa guttella
- Campiglossa guttularis
- Campiglossa helveola
- Campiglossa hirayamae
- Campiglossa hofferi
- Campiglossa hyalina
- Campiglossa ignobilis
- Campiglossa igori
- Campiglossa intermedia
- Campiglossa iracunda
- Campiglossa iriomotensis
- Campiglossa irrorata
- Campiglossa jamesi
- Campiglossa japonica
- Campiglossa jugosa
- Campiglossa kanabaina
- Campiglossa kangdingensis
- Campiglossa kaszabi
- Campiglossa kumaonesis
- Campiglossa lhommei
- Campiglossa lingens
- Campiglossa loewiana
- Campiglossa longicauda
- Campiglossa longistigma
- Campiglossa lubrica
- Campiglossa luculenta
- Campiglossa luxorientis
- Campiglossa lyncea
- Campiglossa magniceps
- Campiglossa malaris
- Campiglossa martii
- Campiglossa matsumotoi
- Campiglossa media
- Campiglossa medora
- Campiglossa melaena
- Campiglossa menyuanana
- Campiglossa messalina
- Campiglossa misella
- Campiglossa mitrata
- Campiglossa montana
- Campiglossa multimaculosa
- Campiglossa munroi
- Campiglossa murina
- Campiglossa nacta
- Campiglossa nigricauda
- Campiglossa nigrilonga
- Campiglossa obscuripennis
- Campiglossa obsoleta
- Campiglossa occidentalis
- Campiglossa occultella
- Campiglossa ochracea
- Campiglossa opacipennis
- Campiglossa ophelia
- Campiglossa ornalibera
- Campiglossa pallidipennis
- Campiglossa paula
- Campiglossa peringueyi
- Campiglossa perspicillata
- Campiglossa petulans
- Campiglossa philippinensis
- Campiglossa plantaginis
- Campiglossa producta
- Campiglossa propria
- Campiglossa pseudodiluta
- Campiglossa punctata
- Campiglossa punctella
- Campiglossa pusilla
- Campiglossa putrida
- Campiglossa pygmaea
- Campiglossa qinquemaculata
- Campiglossa quadriguttata
- Campiglossa quelpartensis
- Campiglossa reticulata
- Campiglossa rufula
- Campiglossa sabroskyi
- Campiglossa sada
- Campiglossa salina
- Campiglossa saltoria
- Campiglossa scedelloides
- Campiglossa separabilis
- Campiglossa shensiana
- Campiglossa shiraensis
- Campiglossa siamensis
- Campiglossa sigillata
- Campiglossa simplex
- Campiglossa sinensis
- Campiglossa siphonina
- Campiglossa snowi
- Campiglossa solidaginis
- Campiglossa spenceri
- Campiglossa spinata
- Campiglossa stenoptera
- Campiglossa steyskali
- Campiglossa stigmosa
- Campiglossa subochracea
- Campiglossa suboculata
- Campiglossa taenipennis
- Campiglossa tamerlan
- Campiglossa tenebrosa
- Campiglossa tessellata
- Campiglossa tolli
- Campiglossa transversa
- Campiglossa trassaerti
- Campiglossa trinotata
- Campiglossa trochlina
- Campiglossa turneri
- Campiglossa umbrata
- Campiglossa umbritica
- Campiglossa undata
- Campiglossa vaga
- Campiglossa varia
- Campiglossa variabilis
- Campiglossa venezolensis
- Campiglossa venusta
- Campiglossa whitei
- Campiglossa virgata
- Campiglossa wolongensis
- Campiglossa zavattarii